# Наречена-втікачка
«Наречена-втікачка» (англ. Runaway Bride) — американська романтична комедія 1999 року режисера Гаррі Маршалла, другий його фільм після «Красуні», у головних ролях якого знялися Річард Гір та Джулія Робертс.

## Сюжет
«Айк» Грем, журналіст одного з видань Нью-Йорку, дізнається від випадкового знайомого в барі цікаву історію і пише статтю про молоду жінку, яка кидає своїх обранців біля вівтаря в день весілля, давши їй сумнівне прізвисько «Наречена-втікачка». Скориставшись кількома неточностями в його статті, та жінка, Маргарет «Меггі» Карпентер, добивається спростування у виданні і звільнення репортера. Щоб відновити свою репутацію Айк їде у Меріленд, де проживає Меггі, яка якраз готується здійснити четверту спробу вийти заміж.

## В ролях
| Актор               | Роль                                    |
| ------------------- | --------------------------------------- |
| Річард Гір          | «Айк» Грем                              |
| Джулія Робертс      | Маргарет «Меггі» Карпентер              |
| Джоан К'юсак        | Пеггі Флеммінг                          |
| Крістофер Мелоні    | Боб Келлі                               |
| Пол Дулі            | Волтер Карпентер                        |
| Ріта Вілсон         | Еллі Грем, колишня дружина та босс Айка |
| Гектор Елізондо     | Фішер, босс Айка                        |
| Донал Лоуг          | святий отець Браян Норріс               |
| Юл Васкес           | Гілл Чавес, музикант та автомеханік     |
| Рег Роджерс         | Джордж «Жук» Свіллінг                   |
| Ліза Робертс Гіллан | Елейн                                   |

## Сприйняття
Rotten Tomatoes дав оцінку 46 % на основі 87 відгуків від критиків і 53 % від більш ніж 250 000 глядачів.